# Vincenz Müller
Vincenz Müller (Aichach, 5 november 1894 - Oost-Berlijn, 12 mei 1961) was een (Oost-)Duits generaal en Oost-Duits politicus.

## Levensloop
Müller begon zijn carrière als officier tijdens de Eerste Wereldoorlog in het Keizerlijke leger. Aan het einde van de oorlog was hij eerste luitenant. Na de Eerste Wereldoorlog werkte Müller als grenswacht in oostelijk Duitsland en later op het ministerie van Defensie. Later werd Müller bevorderd tot majoor. Op het ministerie werd Müller de naaste medewerker van generaal Kurt von Schleicher, die in 1932 rijkskanselier werd. Samen met Von Schleicher streefde Müller naar een "economische Derde Weg" (dat wil zeggen corporatisme) en samenwerking met de linkervleugel van de NSDAP (nazi's). Een coalitie met de nazi's wist Von Schleicher echter niet te bewerkstelligen, waarna hij als kanselier aftrad.
Zoals veel Duitse hogere officieren had Müller niet veel op met de nazi's, maar vanwege zijn patriottische instelling steunde hij de regering-Hitler wel. Müller was na Hitlers machtsovername directeur van de Wehrmacht Akademie (met de rang van generaal-majoor). Tijdens de Spaanse Burgeroorlog was hij inspecteur van de Duitse troepen die Franco te hulp kwamen om de Spaanse republiek te bestrijden.
In 1940 was Müller nauw betrokken bij de ontwikkeling van plannen om Zwitserland binnen te vallen. In 1941 werd hij opperbevelhebber van het 8ste leger dat o.a. betrokken was bij de verovering van Oekraïne. In 1943 werd hij bevorderd tot luitenant-generaal van de Wehrmacht. Enige maanden later capituleerde hij voor het Rode Leger en werd samen met 10.000 van zijn manschappen geïnterneerd. In 1944 werd hij lid van Nationalkomitee Freies Deutschlands (NKFD), een in de Sovjet-Unie gevestigd antifascistisch comité dat met de Sovjets samenwerkte om de nazi's uit Duitsland te verdrijven. In datzelfde jaar bezocht Müller een antifascistische school om gezuiverd te worden van zijn naziverleden. Daarna werd hij vicevoorzitter van het NKFD en naar eigen zeggen een "overtuigd marxist", alhoewel dat te betwijfelen valt.
In 1948 keerde Müller naar Duitsland terug en vestigde zich in de Sovjet-bezettingszone. Vervolgens werd hij lid van de Nationaldemokratische Partei Deutschlands (NDPD), een onder toeziend oog van de communisten opgerichte partij om oud-nazi's, oud-Wehrmacht-officieren en ambtenaren over te halen om mee te werken aan de opbouw van de Duitse Democratische Republiek (DDR). In 1949 werd Müller vicevoorzitter van de NDPD.
Na de oprichting van de DDR (1949) was Müller tot 1956 opperbevelhebber van de Volkspolizei. In 1950 werd hij vicevoorzitter van de Volkskammer (Oost-Duits parlement) en fractievoorzitter van de NDPD in de Volkskammer. In 1953 werd hij staf-chef van de Volkspolizei.
In 1956 werd het de DDR toegestaan om een eigen leger de, Nationale Volksarmee (NVA), op te bouwen. Deze kwam echter onder het directe opperbevel van het Russische leger. Van 1956 tot 1958 was Müller stafchef van het NVA en plaatsvervangend minister van Defensie van de DDR. In 1958 trad hij "om gezondheidsredenen" als minister en bevelhebber af. In 1961 pleegde Vincenz Müller op 66-jarige leeftijd zelfmoord.

## Militaire loopbaan
Deutsches Heer
- Einjähriger-Freiwilliger: 1 oktober 1913[1]
- Leutnant: 30 september 1914 (met bevorderingsakte van 9 februari 1913)[1]
- Oberleutnant:[1]

Reichswehr
- Hauptmann: 1 februari 1927[1]
- Major: 1927[1]

Heer
- Oberstleutnant: 1 april 1936[1]
- Oberst i.G.: 1 januari 1939[1]
- Generalmajor: 1 februari 1942[1]
- Generalleutnant: 1 maart 1943[1]

Nationale Volksarmee
- Generalleutnant:[1]

## Decoraties
- Ridderkruis van het IJzeren Kruis op 7 april 1944 als Generalmajor en stellv. Fhr. XXVII. Armee-Korps, Oostfront[7][8][1]
- Duitse Kruis in goud op 26 januari 1942 als Oberst i.G. en Chef des Generalstabs 17.Armee[7][8][1]
- Gewondeninsigne 1918 in zwart[9][1]
- Medaille Winterschlacht im Osten 1941/42[1][8]
- Herhalingsgesp bij IJzeren Kruis 1939, 1e Klasse[8][1] en 2e Klasse[1][8]
- IJzeren Kruis 1914, 1e Klasse[8][1] en 2e Klasse[8][1][9]
- Ridder der Tweede Klasse in de Frederiks-Orde met Zwaarden[9][1]
- Erekruis voor Frontstrijders in de Wereldoorlog[1]
- Dienstonderscheiding van Leger en Marine (Duitsland) voor (25 dienstjaren)[1]
- Commandeur in de Orde van de Ster van Roemenië met Zwaarden in februari 1943[1]
- Ridder in de Orde van Michaël de Dappere[8] met Zwaarden op 19 maart 1943[1]
- Vaderlandse Orde van Verdienste in goud
- Medaille voor Trouwe Dienst in der Kasernierte Volkspolizei
- IJzeren Halve Maan[9][8]
- Liyakat Medaille in zilver met Sabel[9][1]
- Ridder in de Orde van Mejidie met Sabel[9][1]